# John Sandwall
John Anders Gunnar Sandwall (Åseda, 26 dicembre 1917 – 17 febbraio 1980) è stato uno schermidore svedese, vincitore di una medaglia d'argento ai campionati mondiali di scherma.